# Bandyboll

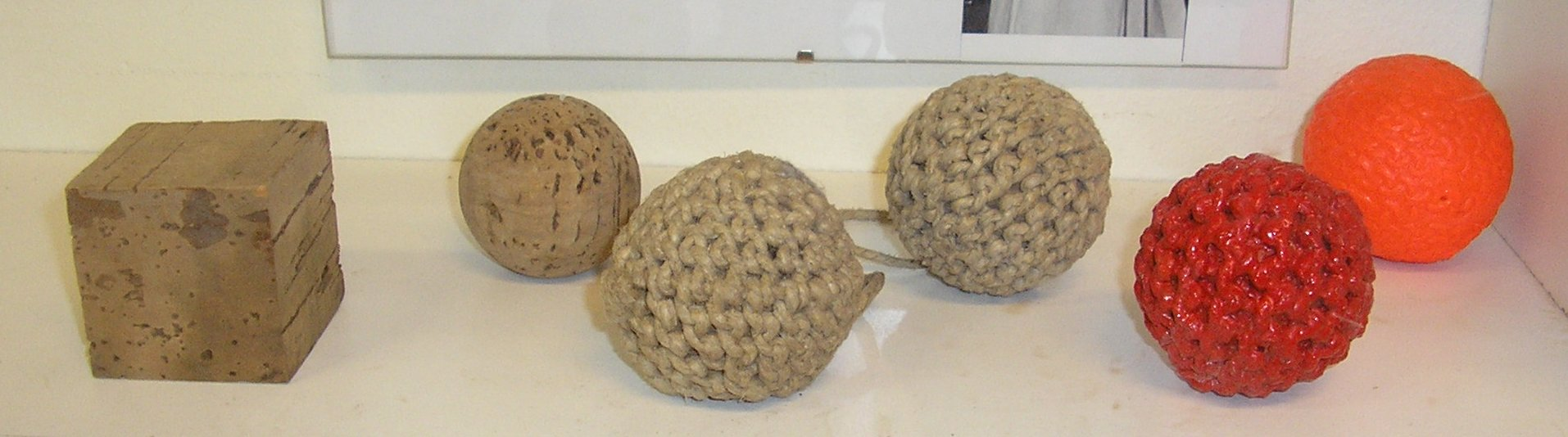
De olika stegen i tillverkningen av en gammaldags bandyboll. Längst till höger en modern bandyboll i plast.

En bandyboll är en boll som det spelas bandy med. I Sverige finns även det "röda nystanet", som en poetisk benämning för bandybollen.
Ursprungligen spelades bandyn oftast med en ishockeypuckliknande trätrissa, även om boll ibland också användes, men runt 1904–1905 slog bollen definitivt igenom och ersatte trätrissan för gott.
Under stora delar av 1900-talet var bandybollen röd och bestod ytterst av lindat snöre. Senare blev höljet av plast för bättre hållbarhet och jämnhet, och färgen har ändrats till orange och senare cerise (rosa) för att synas bättre, även om orangea bollar fortfarande är tillåtna enligt internationella regler.

## Historik

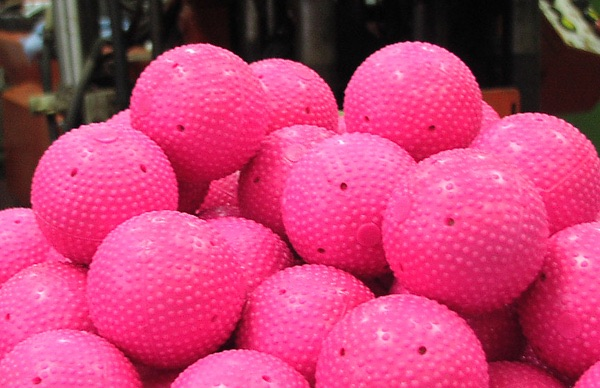
Moderna bandybollar har cerise färg.

I början av 1930-talet startade Sven "Sleven" Säfwenberg tillverkning av rödfärgade bandybollar. Uppsalabon Säfwenberg var då känd som målvakt i IFK Uppsala och Sveriges llandslag.

### Gamla bollen
- Storlek: 60 millimeter i diameter.
- Vikt: 60 gram.
- Egenskaper: Mer fartfyllt spel. Ett spel som passar kvicka, tekniska spelare.

### Nya bollen
- Storlek: 62,4 millimeter i diameter.
- Vikt: 60 gram.
- Egenskaper: Långsammare spel. Syns bättre för läktarpubliken och tv-tittarna.

Den nya bollen infördes säsongen 2002/2003 i Sveriges högsta division i bandy för herrar, då Allsvenskan.
Kosa tillverkar även en boll som är 65 millimeter i diameter. Den används för seriespel i Finland, men har ännu inte (2002) godkänts i Sverige.

### Bollbråket 2002
Orsaken till de diskussioner som då uppstod var att Svenska Bandyförbundet tillät Västerås SK att spela med den mindre bollen på hemmaplan, vilket då upprörde de övriga lagens tränare. De svenska klubbarna enades i mitten av 2002 om att skrota den mindre bollen, för att göra sporten mer publik- och TV-mässig. Men Västerås ansåg att laget spelade bättre bandy med den lilla bollen och att den fortfarande var godkänd av Svenska Bandyförbundet, och laget spelade därför med den på Rocklunda IP.

## Fakta från Svenska Bandyförbundet
Godkännande av bandybollar inför säsongen 2002/2003. Två bolltyper fick nu permanent nationellt godkännande.
Svenska bandyförbundet tillkännagav i utsänd information den 5 augusti 2002 att två typer av bandybollar fått ett preliminärt nationellt godkännande. De bandybollar som detta gällde var Jofa-bollen (62,4 mm) och den cerisefärgade ryska bollen (63,8 mm).
De matchtester på stor bana som genomfördes i samband med 2002 års Hamar Cup i Norge utföll så att båda dessa bolltyper fick ett permanent nationellt godkännande för seriespel till säsongen 2002/2003.
Det innebär att följande bollar godkändes för seriespel till säsongen 2002/2003:
- Kosa 60 mm (liten boll)
- Jofa 60 mm (liten boll)
- Jofa 62,4 mm
- Ryska bollen 63,8 mm

Arrangören ska före varje match visa tjänstgörande domare att denne förfogar över minst 20 godkända bollar enligt Tävlingsreglemente – arrangörens skyldigheter. Det bör observeras att det ej är tillåtet att blanda olika bollsorter i en och samma match.

## Övergång till rosa boll
Vid herrvärldsmästerskapet i januari-februari 2005 i Kazan i Ryssland användes för första gången en rosa boll.
I Elitserien används en rosa bandyboll som standard vid TV-sända matcher från och med säsongen 2007/2008. Den 2 september 2008 meddelade Svenska Bandyförbundet att den rosa bollen skulle bli standard vid TV-sända matcher från och med säsongen 2008/2009.

## Bandyboll inom populärkulturen
Den svenska klubben Frillesås BK har en hejaramsa där bandybollen är inkluderad:
| ” | Hur en bandyboll ska slås, ja det vet ju Frillesås | „ |